# Gabriel Eketrä
Johan Gabriel Eketrä, född 26 juni 1808 i Lundby socken, Göteborgs och Bohus län, död 7 november 1889 i Uppsala, var en svensk militär.
Gabriel Eketrä var son till kofferdistyrmannen Gustaf Adolf Eketrä och Ingeborg Lychou. Han blev kadett vid Krigsakademien på Karlberg 1823, kammarpage hos kronprinsessan Josefina samma år och utexaminerades från Karlberg 1828, då han blev fänrik vid Andra livgardet. Eketrä befordrades till löjtnant 1831, blev kavaljer hos arvfurstarna 1843, kapten 1845, kabinettskammarherre 1854 och major vid Andra livgardet 1855. Han blev överstelöjtnant i armén 1859 och tjänstfri vid hovet samma år. Åren 1860–1870 var Eketrä överste och chef för Västmanlands regemente. Han blev riddare av Dannebrogorden 1846, riddare av Svärdsorden 1853 och kommendör av (första klassen av) Svärdsorden 1869.